# Джордж Ріппі Стюарт
Джордж Ріппі Стюарт-молодший (31 травня 1895 — 22 серпня 1980) — американський історик, топоніміст, прозаїк і професор англійської мови в Каліфорнійському університеті в Берклі. Його книга 1959 року «Атака Пікетта», докладна історія останньої атаки в битві при Геттісберзі, була названа «необхідною для розуміння битви при Геттісберзі». Його постапокаліптичний роман «Земля потерпає» 1949 року отримав першу Міжнародну премію в жанрі фентезі в 1951 році.

## Раннє життя та університетська кар'єра
Стюарт народився в Севіклі, штат Пенсільванія, в сім'ї інженера Джорджа Ріппі Стюарта-старшого, який проєктував газові заводи та електричні залізниці, а згодом став власником цитрусових плантацій у Південній Каліфорнії, та Елли Вілсон Стюарт. 1917 року Стюарт-молодший отримав ступінь бакалавра в Прінстонському університеті, а 1922 року — ступінь магістра в Університеті Каліфорнії в Берклі та ступінь доктора філософії з англійської літератури в Колумбійському університеті. 1923 року він прийняв роботу на кафедрі англійської мови в Берклі. Після смерті батька він перестав користуватися додатком «молодшим» до свого імені.
Стюарт був одним із засновників Американського товариства імен у 1956–57 роках. Колись він був свідком-експертом у справі про вбивство як фахівець із прізвищ. Його найвідомішою науковою працею є «Імена на землі: історичний звіт про назви місць у Сполучених Штатах» (1945; перевидано, New York Review Books, 2008). Він написав ще три книги про імена: «Стислий словник американських топонімів» (1970), «Імена на земній кулі» (1975) і «Американські імена» (1979). Його наукові праці щодо поетичного розміру балад (опубліковані під ім'ям Джордж Р. Стюарт-молодший), починаючи з його докторської дисертації 1922 року. дисертації в Колумбійському університеті, залишаються важливими.

## Праці
Як автор, Стюарт працював у різних жанрах. «Випробування голодом», «Звинувачення Пікетта» та інші твори є дослідженнями американської історії. «Земля потерпає» — футуристичний науково-фантастичний роман про знищення цивілізації, в якому все, що раніше вважалося само собою зрозумілим про цивілізацію і становище людини в її середовищі, більше не може вважатися таким, що сприймається як належне.
«На схід від велетнів» — це історична белетристика. «Людина, автобіографія» — одна з небагатьох праць спекулятивної антропології, в якій він намагається з'ясувати, як мали відбуватися основні події доісторичної цивілізації. Книга «Хороші життя» містить серію біографічних нарисів, метою яких є визначення того, що саме робить життя хорошим. Не такі багаті, як ви думаєте (1968) — пророче раннє есе на екологічну тематику. У фільмі «Буря» (1941) головним героєм виступає сильний шторм, що саме по собі є надзвичайним відхиленням від теми.
«Роки міста» присвячені факторам, які призводять до розвитку та занепаду цивілізацій &ndash.
За твір «Земля потерпає» (1949) 1951 року він отримав першу Міжнародну премію фантастики. Твір був інсценований радіопрограмою Escape і послужив натхненням для роману Стівена Кінга «Протистояння». «Енциклопедія наукової фантастики» називає його твір «одним із найкращих романів про період Постголокосту/Зруйновану Землю».
Його роман «Шторм» 1941 року надихнув Алана Джея Лернера та Фредеріка Лоу на написання пісні «Вітер кличуть Марією» (They Call the Wind Maria) для мюзиклу «Розфарбуй свій віз» 1951 року.
«Шторм» був екранізований як «Шторм на ім'я Марія» в епізоді 2 листопада 1959 року в антологічному телевізійному серіалі «Волт Дісней представляє» на каналі ABC. Серіал, знятий спільно з Ken Nelson Productions, поєднав кадри кінохроніки кількох різних штормів, щоб представити мега-шторм з роману, і простежив шторм від його витоків у Японії до узбережжя Каліфорнії. У фільмі зіграли неактори, серед яких начальник дамби Джордж Кріцкі, телефонний зв'язківець Волт Боуен та інспектор автостради Лео Квінн.
Екологічні катастрофи презентуввали інший роман «Вогонь» (1948) та історичний твір «Випробування голодом» (1936).

## Подальше читання
- Zelinsky, Wilbur (Spring 1973). George R. Stewart: American Place-Names; A Concise Dictionary for the Continental United States of America. General Linguistics. University Park, Pennsylvania: Pennsylvania State University Press. 13 (1): 43—44.

### Аудіо
- OTR Network Library: Escape : «Earth Abides», частини перша та друга
- Два коротких радіоепізоди з «Шторму» (1941): «Дощ у долині» та «Остаточний успіх». Проєкт спадщини Каліфорнії .